# Bálint Zoltán (építész)
Bálint Zoltán, születési nevén Bleyer Zoltán (Nagyvárad, 1871. március 6. – Budapest, 1939. január 17.) magyar építész, Bálint Rezső neurológus és Bálint Imre testvére, Bálint András színművész nagyapja.

## Élete

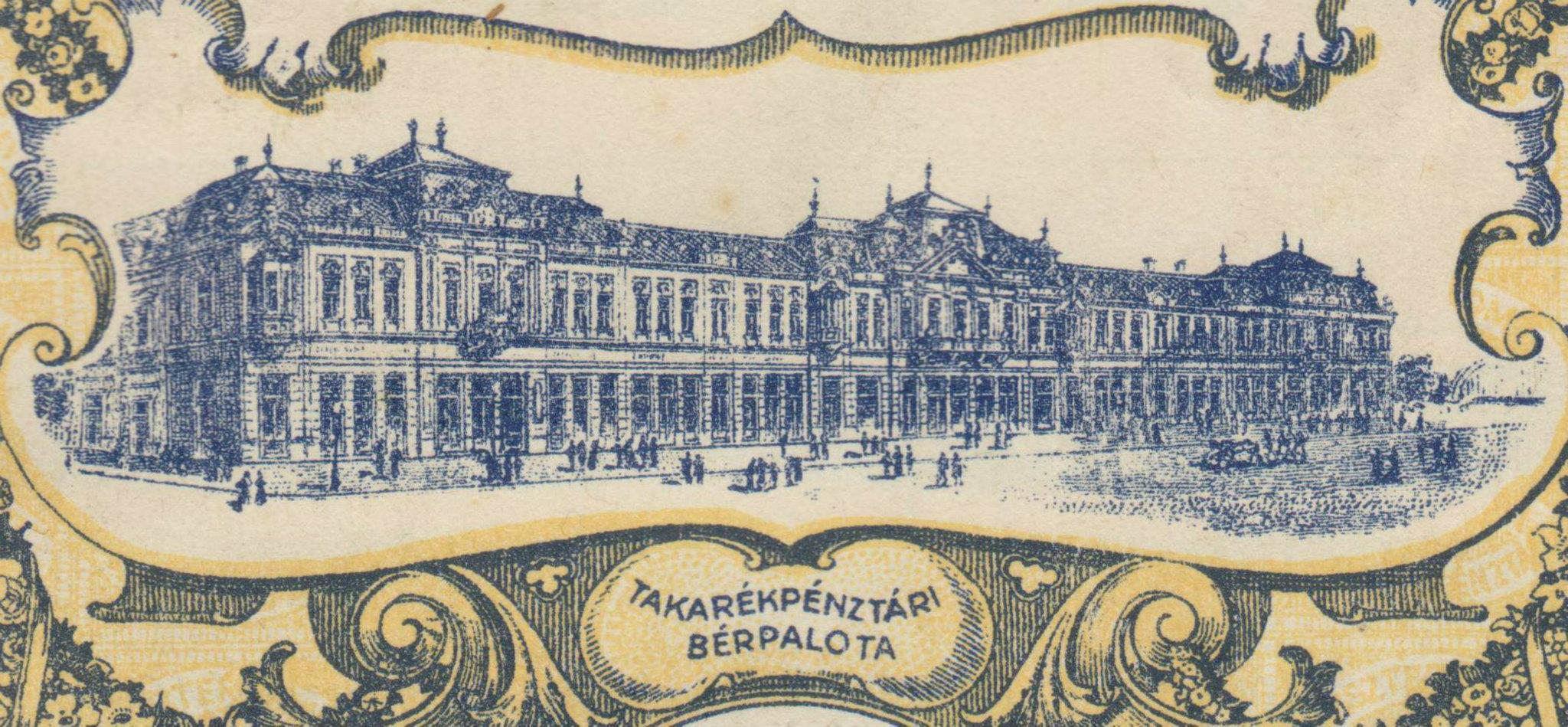
A Takarékpénztári Bérpalota Esztergomban, a Lőrinc utcában Bálint Zoltán és Frommer Lajos tervei alapján épült fel

Bleyer József gabonakereskedő és Politzer Júlia gyermeke. Zenésznek csak közepes lett volna, így 1888–1892 között a Műegyetemen tanult, majd tanulmányúton járt Nyugat-Európában. Hazatérve Korb Flóris és Giergl Kálmán irodájában dolgozott, részt vett a millenniumi kiállítás építkezésein, és ennek kapcsán nagyobb művet is írt az ekkor készült épületekről. A kiállításon önálló színháztervét is bemutatta (1895), továbbá tervet készített a pusztaszeri emléktárgyak kiállítási pavilonjához.
1897-ben Jámbor Lajossal társult. Műveiken Lechner Ödön hatása érezhető, ám attól elsősorban tömegkomponálás, felülettagolás tekintetében sokszor eltértek. Budapesten több épületet emeltek, például Zala György műtermes villáját (1898–1899); a Lederer-palotát (1903–1904); Bálint Zoltán és Jámbor saját bérházát; kislakásos bérházakat (1925), továbbá a Thököly úti Felsőkereskedelmi iskolát és az Állami Számvevőszék épületét. Az 1900-as párizsi világkiállítás magyar pavilonját fiatalon ő tervezhette.

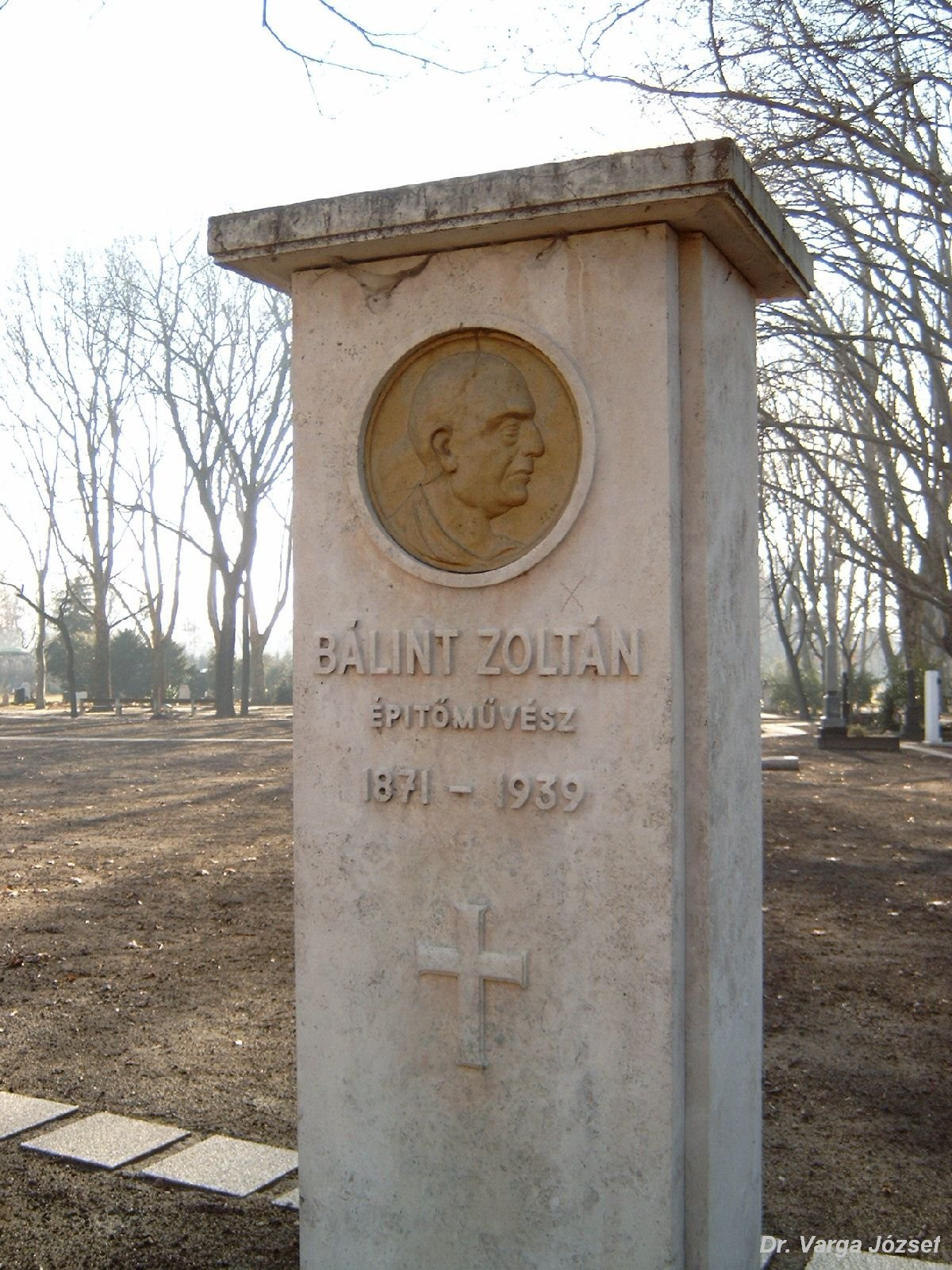
Bálint Zoltán sírja Budapesten. Kerepesi temető: 41-1-50

Gyakran tervezett középületeket vidéki városokban, például Nagykanizsán a rendházat és a főgimnáziumot (1903); Fiuméban a főgimnáziumot (1913); Esztergomban a Takarékpénztárnak bérházat. Nagyon szép, magyaros szecessziós épületük a Szatmárnémetiben álló Pannónia (Dácia) szálló. Terveik szerint készült Bornemisza Elemér szilvágyi kastélya. Részt vettek az Erzsébet-emlékmű különböző pályázatain (1902, 1903, 1910, 1913). 1902-ben Zala Györggyel közösen első díjat, és az 1910-es tervükért szintén első díjat kaptak. Ők készítették a budapesti Vörösmarty-szobor építészeti részét (1902). 
Iparművészeti tevékenységük is számottevő. Bálint Zoltán 1919-ben részt vett a főváros május 1-jei díszítő munkálataiban. Jámbor Lajossal együtt tervezte több nagy nemzetközi kiállítás magyar pavilonját (1898, 1905).
1900-ban felvételt nyert a Demokratia szabadkőműves páholyba, ahova társa, Jámbor Lajos egy évre rá követte. Mintegy szabadkőműves mestermunkájukként tervezték meg a nagyváradi László király páholy páholyházát, 1901-ben.[forrás?]

## Jámbor Lajossal együttesen alkotott műveik

### Ismert épületeik
- 1898–1899. Budapest, Bajza utca 44., Baruch Sámuel háza
- 1899–1900. Szatmárnémeti [RO], Pannónia Szálló és Vigadó
- 1901. Budapest, Ajtósi Dürer sor 25. – Stefánia út 111., Zala György műteremháza (Lechnerrel Ödönnel)
- 1901. Torontál-Erzsébetlak [SRB], református templom
- 1901. Nagyvárad [RO], László király páholy, páholyház
- 1902. Budapest, Bajza utca 42. – Aradi utca 70., Léderer Artúr háza és enteriőrök
- 1902–1903. Nagyvárad [RO], Füchsl-palota
- 1904. Nagykanizsa, Főgimnázium és rendház
- 1904–1905. Budapest, Stefánia út 20., Ligeti Miklós műteremháza és enteriőre
- 1904–1928. Esztergom, Lőrinc utca, Takarékpénztári bérpalota
- 1905. Vízaknafürdő [RO], Szálloda és gyógyfürdőépületek
- 1905. Budapest, Rökk Szilárd utca 3. – Mária utca 2/B.
- 1906. Budapest, Gutenberg tér 3. – Rökk Szilárd utca 1. – Mária utca 2/A., Léderer Gusztáv háza
- 1906–1907. Budapest, Illés utca 22–24. – Kálvária utca 21/A–B. – Illés köz, Léderer Artúr és Léderer Károly bérháza
- 1906–1908. Nagybánya [RO], István király szálloda és vigadó
- 1907 k. Budapest, Bartók Béla út 10–12. – Csiky utca 3., Stein Manó bérháza
- 1907–1908. Budapest, Akácfa utca 30. – Wesselényi utca 36., lakóház
- 1908. Budapest, Váci utca 42., dr. Korányi Sándor bérháza
- 1908. Budapest, Budafoki út 9–11. – Csiky utca 1., Bálint Zoltán saját bérháza
- 1908–1909. Budapest, Munkácsy Mihály utca 16. – Kmetty György utca 31., Hirsch-villa
- 1909–1912. Budapest, Fiumei út 21–23. – Alföldi utca 15., székesfővárosi kislakásos bérházak (épült Bárczy István kislakás- és iskolaépítési programja keretében)
- 1909–1914. Budapest, Fő utca 81. – Ganz utca 1–3. – Bem rakpart 47., Állami Számvevőszék (ma Külügyminisztérium)
- 1910–1911. Budapest, Andrássy út 130., Hirsch Jakab háza
- 1910–1913. Debrecen, Piac utca 54., Vármegyeháza
- 1910–1911. Irányi utca 25. – Veres Pálné utca 12., gr. Károlyi háza
- 1911–1913. Debrecen, Hatvan utca 1., a református egyház bérpalotája („Püspöki palota”)
- 1912. Budapest, Thököly út 48–50., Felsőkereskedelmi Iskola (ma BMSZC Petrik Lajos Két Tanítási Nyelvű Vegyipari, Környezetvédelmi és Informatikai Szakgimnáziuma)
- 1913. Fiume [HR], Főgimnázium
- 1913–1914. Liptószentmiklós [SK], M. Kir. Állami Főgimnázium
- 1915. Budapest, Jávor utca 5/a., villaépület
- 1922. Budapest, Kertész utca 36., Fészek klub átépítése
- 1925–1926. Budapest, Üllői út 122–124. – Somfa köz – Zágrábi utca 5. – Zágrábi köz, székesfővárosi kislakásos bérházak
- 1928. Budapest, Herman Ottó út 40. – Gábor Áron utca 19., dr. Koós Zoltán és neje családi háza/nyaralójának átépítése és toldalékai (eredeti: Kallina Géza, 1924)
- 1928. Jászberény, Rákóczi út 51/B, Tanítóképző

### Tervek, emlékművek; elpusztult, azonosítatlan és bizonytalan épületek
- 1895. Színház terve (csak Bálint)
- 1896. Budapest, Ezredéves kiállítás, Pusztaszeri emléktárgyak pavilonja (csak Bálint)
- 1899. Budapest, Lipótvárosi zsinagóga pályaterve, II. díj
- 1899. Budapest, Szabadság tér, Áru- és Értéktőzsde pályaterve (Kőrössy Alberttel), II. díj
- 1899. Budapest, Szabadság tér, Magyar Kereskedelmi Csarnok pályaterve
- 1899–1900. Párizs, a világkiállítás magyar pavilonja
- 1901. Pécs, Postaigazgatóság pályaterve, II. díj
- 1902 k. Petrozsény [RO], „Zsilvölgy” páholy háza (elpusztult)
- 1902. Budapest, Kossuth-mauzóleum pályázat (Kallós Edével)
- 1902. Budapest, Vörösmarty tér, Vörösmarty-szobor szobor talapzata (Ligeti Miklóssal)
- 1902. Budapest, Városliget, az Anonymus-szobor talapzata (Ligeti Miklóssal)
- 1902. Budapest, Március 15. tér, Erzsébet-emlékszobor pályatervei (1903, 1910, 1913, Zala Györggyel)
- 1903. Budapest, Kozma utcai izraelita temető, Chevra Kadisa sírboltok pályatervei, II. díj
- 1903. Bodvarákó, gr. Keglevich István-nyaralótelep terve
- 1903. Budapest, Fiumei úti sírkert, Komócsy József síremléke (Zala Györggyel)
- 1903. Mohács, a színkör faépülete (megsemmisült)
- 1903. Rozsnyó [SK], Andrássy Franciska emlékművének pályaterve, II. díj
- 1904. Budapest, Kozma utcai izraelita temető, a Grosz család sírboltja
- 1904. Budapest, Farkasréti temető, Tahi Antal síremléke (Zala Györggyel)
- 1905. Budapest, Sáros Gellért gyógyfürdő pályaterve, megvétel
- 1905. Velencei biennálé, nemzetközi kiállítás magyar terme
- 1906. Budapest, Városliget, George Washington szobrának talapzata (Bezerédi Gyulával)
- 1906 u. Budapest, Széchenyi István tér 1., Pesti Magyar Kereskedelmi Bank székházának pályaterve
- 1906. Palics [SRB], fürdőépületek pályaterve
- 1907. Szabadka [SRB], városháza pályaterve, II. díj
- 1907. Budapest, izraelita szeretetház pályaterve, megvétel
- 1908 körül, Nagybánya, templom terve
- 1908 körül, Telepes, templom terve
- 1908. London, Earl’s Court, a nemzetközi kiállítás magyar utcája
- 1908. Kecskemét, elmegyógyintézet pályaterve, elosztott I–II. díj
- 1908. Budapest, Dózsa György út 68. – Dembinszky utca 54., Magyar Építő Munkások Országos Szövetségének első székháza („Építőmunkás Otthon”) terve
- 1908. Budapest, Népliget, Tinódi Lantos Sebestyén-szobor talapzata (Bezerédi Gyulával)
- 1911 k. Felsőszivágy [RO], Bornemissza-kastély enteriőrje (megsemmisült)
- 1912–1913. Budapest, Kiskörút – Rákóczi út, Nemzeti Színház pályaterve, II. díj
- 1913 Budapest, az Amizoni (Amizoni Károly-alapítvány) alapítványi bérpalota pályaterve
- 1919. Budapest, Pesti Duna-part a magyarországi Tanácsköztársaság majálisának díszítése – A munka temploma (csak Bálint, Faragó Ödönnel)
- 1925. Az 1926-os philadelphiai világkiállítás magyar pavilonjának pályaterve. I. díj.
- 1930. Monza, nemzetközi iparművészeti kiállítás magyar szekciójának belső kialakítása

|  |  |

## Könyve
- Bálint Zoltán: Az ezredéves kiállítás architektúrája; Schroll, Bécs, 1897

## Emlékezete
- Síremléke Budapesten, a Kerepesi temetőben található.